# 윤진수
윤진수는 대한민국의 법학자, 법조인이다. 법관을 역임했으며 이후 서울대학교 법과대학 및 법학전문대학원의 교수를 지내고 있다. 민사법 전공이며 헌법과 형사법에도 폭넓은 관심을 가지고 왕성한 활동을 하고 있다.

## 관련 재판
- 과거 대법원은, 매수인이 부동산을 인도받아서 점유하다가 그 부동산을 다른 사람에게 팔고 넘겨주면 새로이 시효가 진행된다고 하였다. 그러나 윤진수 교수는 대법원의 민사실무연구회에서 그 경우에도 소멸시효가 진행되어서는 안 된다고 발표하였으며 이후에 유사한 사건에서 대법원은 판례를 변경하여 소멸시효가 진행되지 않는다고 판시하였다.
- 장물취득죄로 기소되어 유죄가 확정된 피고인에 대해서 강도상해죄의 공범혐의로 다시 기소가 되었던 사건에서 주심 대법관은 기판력 저촉을 이유로 면소 의견을 내었으나 윤진수 당시 대법원 재판연구관은 독일의 이론을 참고하여 유죄의 보고서를 냈으며 결국 대법원 전원합의체에서 7 : 6으로 유죄 판결이 났다. 이후 학계에서 뜨거운 반향이 있었다.

## 이력
- 제18회 사법시험 합격
- 서울대학교 법과대학 졸업
- 사법연수원 제9기 수료
- 육군 법무관
- 서울민사지방법원 판사
- 서울대학교 법학석사
- 독일 함부르크 대학교 연수
- 헌법재판소 헌법연구관
- 대법원 재판연구관
- 서울대학교 법학박사
- 서울대학교 법과대학 교수(1997. 3. -  현재)
- 한국법경제학회 부회장(2002. 5 - 2005. 7)
- 한국법경제학회 회장(2005. 7. - 현재)
- 한국가족법학회 부회장(2006. 1. - 현재)
- 한국비교사법학회 회장(2006.2-현재)

## 저서
- 金融去來法講義, 博英社(共著), 1999
- “監査人의 損害賠償責任”, 한국공인회계사회, 1998. 5.(金建植과 공동연구).
- 90년대 主要民事判例評釋, 民事判例硏究會 편, 博英社, 2001(共著)
- 호주제 개선방안에 관한 조사연구, 여성부 정책자료 2001-21, 2001(최대권, 김양희, 오정진과 공저)
- 민법논고 1,2,3